# Кутна Хора
Кутна Хора (чеш. Kutná Hora) град је у Чешкој Републици, у оквиру историјске покрајине Бохемије. Кутна Хора је значајан град управне јединице Средњочешки крај, у оквиру којег је седиште засебног округа Кутна Хора.
Кутна Хора је позната по добро очуваном старом градском језгру, које се данас налази на списку светске баштине УНЕСКОа.

## Географија
Кутна Хора се налази у средишњем делу Чешке републике. Град је удаљен од 80 km југоисточно од главног града Прага.
Кутна Хора се налази у области источне Бохемије, на реци Врхлици, притоци Лабе. Надморска висина града је око 250 m. Град је долинском подручју реке, а јужно од града издиже се Чехоморавско побрђе.

## Историја
Подручје Кутне Хоре било је насељено још у доба праисторије. Насеље под данашњим називом први пут се у писаним документима спомиње 1142. године, када је овде забележно постојање истоименог манастира. Откриће руде сребра довело је немачке рударе, који су овде основали насеље, које је у 13. веку добило градска права. У времену између 13. и 16. века Кутна Хора је била веома важно средиште чешких земаља, па се чак такмичила са Прагом за положај престонице.
1919. године Кутна Хора постала је део новоосноване Чехословачке. У време комунизма град је индустријализован. После осамостаљења Чешке дошло је до опадања индустријске активности и до проблема са преструктурирањем привреде.

## Становништво
Кутна Хора данас има око 21.000 становника и последњих година број становника у граду стагнира. Поред Чеха у граду живе Словаци и Роми.
Из овог места потиче познати хиландарски монах Сава Хиландарац.

## Градске знаменитости
Старо градско језгро Кутне Хоре сачувано је у целости са мрежом улица и тргова, као и низом старих цркава, палата и јавних здања. Стога је оно 1995. године стављено на списак светске баштине УНЕСКОа.

## Партнерски градови
- Ремс

## Галерија
- Саборна црква свете Варваре
- Влашки двор
- Црква светог Јакова
- Трг Палацког, главни у граду
- Чувена „Камена кућа“
- Градска фонтана
- Црква на Седлецу
- Маријин стуб